# Hålta och Vävra
Hålta och Vävra är en tätort som omfattar kyrkbyn Hålta och i väster därom byn Vävra i Hålta socken i Kungälvs kommun i Västra Götalands län. SCB avgränsade 1990 här från en småort för Vävra. Vid avgränsningen 2020 hade den avgränsade bebyggelsen utökats med kyrkbyn och klassades då som en tätort och med ett utökat namn.

## Befolkningsutveckling
| Befolkningsutvecklingen i Vävra/Hålta och Vävra 1990–2020 | Befolkningsutvecklingen i Vävra/Hålta och Vävra 1990–2020 | Befolkningsutvecklingen i Vävra/Hålta och Vävra 1990–2020 | Befolkningsutvecklingen i Vävra/Hålta och Vävra 1990–2020 | Befolkningsutvecklingen i Vävra/Hålta och Vävra 1990–2020 |
| --------------------------------------------------------- | --------------------------------------------------------- | --------------------------------------------------------- | --------------------------------------------------------- | --------------------------------------------------------- |
|                                                           |                                                           |                                                           |                                                           |                                                           |
| År                                                        |                                                           |                                                           | Folkmängd                                                 | Areal (ha)                                                |
| 1990                                                      | 1990                                                      |                                                           | 59                                                        | 12#                                                       |
| 1995                                                      | 1995                                                      |                                                           | 67                                                        | 14#                                                       |
| 2000                                                      | 2000                                                      |                                                           | 95                                                        | 19#                                                       |
| 2005                                                      | 2005                                                      |                                                           | 104                                                       | 19#                                                       |
| 2010                                                      | 2010                                                      |                                                           | 107                                                       | 19#                                                       |
| 2015                                                      | 2015                                                      |                                                           | 190                                                       | 52#                                                       |
| 2020                                                      | 2020                                                      |                                                           | 203                                                       | 62                                                        |
| Anm.: # Som småort.                                       |                                                           |                                                           |                                                           |                                                           |